# Болят, Марио
Ма́рио Бо́лят (хорв. Mario Boljat; 31 августа 1951, Сплит — 1 января 2024, Сплит) — югославский футболист, известен по выступлениям за сплитский «Хайдук».

## Биография

### Игровая карьера
Болят в течение 10 сезонов играл за сплитский «Хайдук», в составе которого выиграл 4 чемпионских титула и 5 Кубков Югославии. Он был известен как один из ключевых игроков команды, игравший на позиции флангового защитника или в полузащите.
В 1979 году переехал в Германию, где в течение одного сезона играл за «Шальке 04», в котором завершил игровую карьеру.
За сборную Югославии сыграл 5 матчей.

### Военная служба
В 1991 году после время начала войны за независимость Хорватии поступил на службу в армию Хорватии, где находился в течение нескольких лет.

### Смерть
Скоропостижно скончался утром 1 января 2024 года в возрасте 72 лет.

## Достижения
«Хайдук» (Сплит)
- Чемпионат Югославии (4): 1970/71, 1973/74, 1974/75, 1978/79
- Кубок Югославии (5): 1971/72, 1972/73, 1973/74, 1975/76, 1976/77